# フレデリック・テイラー・ゲイツ
フレデリック・テイラー・ゲイツ（Frederick Taylor Gates、1853年7月22日 - 1929年2月6日）は、アメリカのバプテスト派の聖職者、教育者。
1891年から1923年まで、石油実業家ジョン・D・ロックフェラー・シニアの主要なビジネスおよび慈善顧問でもあった。

## 生い立ち
ゲイツは1853年7月2日、ニューヨーク州ブルーム郡メイン州で生まれた。彼はグランビル・ゲイツ（Granville Gates）とサラ・ジェーン・バウアーズ（Sarah Jane Bowers）の息子であった。彼の父はバプテスト派の牧師であり、隣人で叔父のサイラス・ゲイツ（Cyrus Gates）は、地図製作者、奴隷制度廃止論者、地元の裁判官であった。
彼は1877年にロチェスター大学を卒業し、1880年にロチェスター神学校を卒業した。彼はアルファ・デルタ・ファイ友愛会のメンバーであった。1880年から1888年まで、彼はミネソタ州ミネアポリスのセントラルバプテスト教会の牧師として奉仕した。彼は省を去り、新しく設立されたアメリカ・バプテスト教育協会の書記に任命され、バプテスト教育に存在していた空白を埋めるためにシカゴのバプテスト大学を擁護した。

## ロックフェラー顧問
1889年1月21日、ゲイツは生涯のバプテスト、ジョン・D・ロックフェラー・シニアに会い、彼はシカゴ・バプテスト大学のロックフェラー・シニアによる創設のための資金調達計画の提案とその後の設計の中心であることを証明した。その後、彼はその取締役会の理事として長年務めた。

## スタンダードオイル
ゲイツはその後、ロックフェラーの主要な慈善活動およびビジネスアドバイザーとなり、ブロードウェイ26番地のスタンダード・オイル本社に新設されたファミリー・オフィスで働き、ロックフェラーの多くの企業への投資を監督したが、スタンダード・オイル・トラストの彼の個人的な株式への投資は監督しなかった。
1892年以降、ロックフェラー・シニアは、拡大し続ける投資と不動産保有に直面し、専門家の助言の必要性を認識し、後に息子のジョン・D・ロックフェラー・ジュニアを含む4人のメンバーからなる委員会を結成して、彼の資金を管理し、ゲイツをその委員長および上級ビジネスアドバイザーに指名した。この能力で、ゲイツはロックフェラー・シニアの資金を、主にクーン・ローブ・アンド・カンパニーの投資会社と、程度は低いがJ・P・モルガンの投資会社によって手配されたシンジケートに向けさせた。

## その他の役割
ゲイツは、ロックフェラーが過半数の株式を保有していた多くの企業の取締役を務めた。その後、後者は、個人としては前例のない規模の証券ポートフォリオを保有していた。ゲイツは今日、慈善顧問として認められているが、ロックフェラー自身は彼を彼の人生で最も偉大な実業家と見なしており、ヘンリー・フォードやアンドリュー・カーネギーのような当時の著名人を飛ばしていた。
彼が1912年にロックフェラーのビジネスアドバイザーでなくなったとき、ゲイツは彼と彼の息子、ジョン・D・ロックフェラー・ジュニアに慈善問題について助言を続け、同時に多くの企業の取締役を務めた。彼はまた、一般教育委員会の会長も務め、その後、他のロックフェラー家の機関に統合された。

## 慈善活動
ゲイツは1912年以降、慈善活動に専念した。彼はロックフェラーを、特定の受取人に小売りの金額を分配することから、改革のどのトピックが熟しているかを決定する専門家によって運営される、潤沢な資金を持つ財団を設立する卸売プロセスへと移行させた。ゲイツは全体で約5億ドルの分配を監督した。ロックフェラー自身は民間療法を信じていたが、億万長者は彼の専門家の言うことを聞き、ゲイツは彼に、特に教育を改革し、治療法を特定するための研究を後援し、鉤虫のように国家の効率を奪う衰弱性疾患を体系的に根絶することによって、医学を近代化することによって最大の影響を与えることができると説得した。
1901年、ゲイツはロックフェラー医学研究所（現在のロックフェラー大学）を設計し、その理事長を務めた。その後、彼はロックフェラー財団を設計し、1913年の設立時に受託者になった。ゲイツは、教育分野の主要な財団となった一般教育委員会の会長を務めた。
しかし、1912年までには、ジョン・D・ロックフェラー・ジュニアが慈善政策の主導権を握るようになり、ゲイツは2位に転落した。ゲイツは決して宗教を失うことはなかったが、宗教的な慈善活動から医学研究や教育のような明らかに世俗的な追求へと方向を変え始めた。ゲイツは1914年に中国医療委員会（CMB）を設計した。ゲイツは、改宗する何百万人もの異教徒という伝統的な宣教師のレンズを通して中国を見るのではなく、科学に信頼を置いた。彼は、中国の宣教師たちが「伝統の束縛と、支持する教会の無知と誤った感情」に閉じ込められていると不満を漏らした。彼らはほとんど改宗者を作らず、西洋科学を広める機会を手探りで探してしまった。何百人もの医療宣教師がいたが、彼らは西洋医学の「奇跡」をキリスト教の教えに結びつけた。予防医療に焦点を当てる代わりに、彼らは病気や死にゆく患者に改宗を促した。ゲイツは北京連合医科大学を接収し、そこで宣教師を再訓練することを計画した。慈善活動、帝国主義、大企業、宗教、科学の交差点で活動する中国医療委員会は、彼の最後の主要なプロジェクトであった。
1924年、ゲイツは行き過ぎて、ロックフェラー財団の理事会に中国医療委員会に2億6500万ドルを投資するよう求めた。この素晴らしい金額は、中国の医療を世界で最も優れたものにし、中国での医療や慈善活動の実践から宗派主義の影響を排除するはずであった。委員会は拒否し、ゲイツは彼自身の「専門家のルール」を進歩的に強調する犠牲者となった。中国と医学の専門家は彼に同意せず、彼は疎外され、CMBからの辞任を引き起こした。
ゲイツは進歩的で、効率運動に尽力していた。彼は、新しい大学の創設、効率を低下させた鉤虫の根絶、またはフレクスナーレポートによって引き起こされた病院の革命のように、数百万ドルが大きな変化を生み出すレバレッジを探した。

## 私生活
1882年6月28日、ゲイツはルシア・ファウラー・パーキンス（Lucia Fowler Perkins、1883年没）と結婚した。彼女は1年後の1883年に亡くなった。1886年3月3日、彼はエマ・ルシール・カフーン（Emma Lucile Cahoon、1855年-1934年）と再婚した。彼らは、以下の両親であった。
- フレデリック・ラモント・ゲイツ（1886年-1933年）、ロックフェラー医学研究所の医師、科学者。
- フランクリン・ハーバート・ゲイツ（1888年-1945年）、ジャネット・マッキーと結婚した銀行家で科学的な農夫。
- ラッセル・カフーン・ゲイツ（1890年-1964年）、1920年にロイス・エイダ・ロットリッジ（1901年-1988年）と結婚した。
- アリス・フローレンス・ゲイツ（1891年 - 1974年）、1929年にウィリアム・ケント・パドニー博士と結婚。
- ルシア・ルイーズ・ゲイツ（1893年 - 1967年）、1921年にレバレット・フランクリン・フーパーと結婚。
- グレース・ルシール・ゲイツ（1895年-1981年）は、1919年にフレンズ・ワールド・カレッジの初代学長であるモリス・ランドルフ・ミッチェル（1895年-1976年）と結婚した。
- パーシバル・テイラー・ゲイツ（1897年 - 1978年）、フランシス・エレイン・クロージャー（1901年 - 1978年）と結婚。

ゲイツ一家はニュージャージー州モントクレアのサウスマウンテンアベニュー66番地に住んでいた。
ゲイツは1929年2月6日、妻と娘を訪ねていたアリゾナ州フェニックスで肺炎と急性虫垂炎で亡くなった。モントクレアのファースト・コングリゲーショナル教会での葬儀と追悼式の後、ゲイツはアッパー・モントクレアのマウント・ヘブロン墓地に埋葬された。

## 子孫
彼の長男フレデリックを通じて、彼はフレデリック・テイラー・ゲイツ、フィリップス・エクセター・アカデミーとイェール大学の卒業生の祖父であり、ウィリアム・スチュアート・フォーブス・ジュニアの娘であるパトリシア・ブラウンと結婚した。
フレデリック・テイラー・ゲイツは、マイクロソフトの共同創設者であるビル・ゲイツとは関係はない。

## 関連文献
- Baick, John S. "Cracks in the Foundation: Frederick T. Gates, the Rockefeller Foundation, and the China Medical Board." Journal of the Gilded Age and Progressive Era 2004 3(1): 59-89. ISSN 1537-7814ISSN 1537-7814 Fulltext: at History Cooperative, the most useful analysis
- Berliner, Howard S.  A System of Scientific Medicine: Philanthropic Foundations in the Flexner Era. Tavistock, 1985. 190 pp.
- Brown, E. Richard Rockefeller Medicine Men: Medicine and Capitalism in America (1979), sees Rockefeller philanthropy as bad because it reflected Western imperialism
- Chernow, Ron, Titan: The Life of John D. Rockefeller, Sr., 1998.
- Gates, Frederick Taylor. Chapters in my Life. 1977. autobiography
- General Education Board The General Education Board: An Account of Its Activities, 1902-1914 (1915).
- Nevins, Allan, Study in Power: John D. Rockefeller, Industrialist and Philanthropist. 2 vols. New York: Charles Scribner's Sons, 1953.
- Ninkovich, Frank. "The Rockefeller Foundation, China, and Cultural Change," Journal of American History 70 (March 1984): 799-820. in JSTOR
- Starr, Harris Elwood,  "Frederick T.  Gates" in Dictionary of American Biography, Volume 4 (1931).